# Christoph Anton Erasmi
Christoph Anton Erasmi (* 27. Oktober 1711 in Lübeck; † 3. Juli 1750 ebenda) war ein deutscher evangelisch-lutherischer Geistlicher.

## Leben
Erasmi stammte aus einer Pastorenfamilie und war ein Sohn des Magisters Johann Philip Erasmi († 1737), Prediger an der Kirche des St.-Johannis-Klosters. Sein ihm gleichnamiger Großvater Christoph Anton Erasmi (1649–1703) war seit 1676 Archidiaconus an der Petrikirche, sein ebenfalls gleichnamiger Onkel Christoph Anton Erasmi (* 1684), der seit 1705 in Rostock studiert hatte, wurde 1714 Archidiaconus und 1737 Hauptpastor der Petrikirche. Als solcher starb er am 20. Oktober 1755.
Er wurde zunächst von seinem Vater zu Hause unterrichtet und besuchte dann das Katharineum zu Lübeck. Zu seinem Schulabschluss hielt er am 30. März 1730 eine lateinische Rede über die Verdienste des Erasmus von Rotterdam in den Geisteswissenschaften. Er studierte Evangelische Theologie an der Universität Jena und wurde hier Mitglied der Deutschen Gesellschaft. Nach seiner Rückkehr nach Lübeck wurde er am 6. Dezember 1743 als Nachfolger des nach dem Tod von Jacob von Melle zum Hauptpastor aufgestiegenen Bernhard Heinrich von der Hude(1681–1750) zum Prediger an der Marienkirche berufen, was er bis zu seinem frühen Tod blieb. Zu seiner Einführung verfasste Ernst Leberecht Semper namens der Deutschen Gesellschaft ein Gratulationsgedicht.
Der Rektor des Katharineums Johann Henrich von Seelen schrieb ihm ein lateinisches Trauergedicht.

## Werke
- Der Vorzug einer eingeschraenkten Herrschaft vor einer uneingeschraenkten. In: Die Stiftung der Jenaischen hohen Schule feyerte die teutsche Gesellschaft in einer Rede und Ode ... d. 6. Febr. 1734. Jena: Fickelscherer, [1734]
- Der Andenkenswürdige Name Des Hochedlen Vesten und Hochgelahrten Herrn Herrn Lorenz Hausmann Würdigsten Doctoris beider Rechte und Vornehmen Consulenten in Lübeck. Lübeck: Green 1743. Digitalisat
- Der unvergängliche Nachruhm des ... Herrn Hermann Adolph le Fevre, beider Rechte Licentiaten und der Stadt Lübeck ältestem Secretär, eilfertig aufgeschrieben von seinem betrübten Freund Christoph Anton Erasmi, Prediger an der Marienkirche. Lübeck 1745
- Das hinterlassene Andenken des ... Herrn Joachim Henrich Dreyer, der Stadt Lübeck ersten Sekretär ... aufgezeichnet von Christoph Anton Erasmi, Prediger an der Marienkirche. Lübeck 1749